# Roger Grosjean

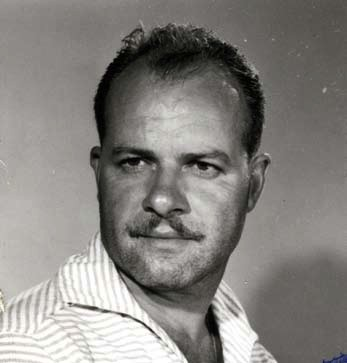
Roger Grosjean

Roger Grosjean (* 25. Juli 1920 in Chalon-sur-Saône; † 7. Juni 1975 in Ajaccio) war ein französischer Archäologe und Leiter des Centre de préhistoire corse. Grosjean setzte sich als erster intensiv mit der Vor- und Frühgeschichte Korsikas auseinander.
Roger Grosjean wurde in Chalon-sur-Saône geboren und verbrachte seine Jugend im Norden Frankreichs, wo er mehrmals entsprechend den Versetzungen seines Vaters, eines Richters, umzog. 1939 trat er der französischen Luftwaffe bei und absolvierte eine Ausbildung als Kampfpilot. Im November 1942 wurde er demobilisiert.
Im Frühling 1943 floh er über Spanien und Portugal nach England, um sich de Gaulles Streitkräften anzuschließen. Unter dem Codenamen FIDO wirkte er am Double-Cross-System mit, einem Täuschungsmanöver mit dem Ziel, den Deutschen falsche Informationen über die Landeplätze in Frankreich zu liefern. Neben dieser Tätigkeit war Grosjean Mitglied der Freien Französischen Luftwaffe.
Er verließ die Luftwaffe Ende 1946 und begann damit, Archäologie-Kurse an der Sorbonne in Paris zu belegen. Außerdem begleitete er den berühmten französischen Archäologen L’Abbé Breuil auf Ausgrabungen. Anschließend trat er in das CNRS ein und wurde auf seinen Wunsch hin nach Korsika gesandt.
Ab 1954 wurde unter seiner Leitung die Megalithanlage von Filitosa ausgegraben. Bei Filitosa und auch in anderen Gegenden Korsikas findet man Menhire in Form bewaffneter Krieger, die Schwerter halten, viele davon zerstört. Nach Ansicht von Grosjean handelte es sich bei den Kriegern um Eroberer aus dem 2. Jahrtausend v. Chr., welche die Megalithkultur überrannten und die Megalithanlagen eroberten. Sie bauten die Megalithen zu Kastellen und Wehrtürmen um, von denen einer der ersten bei Torre von Ceccia gefunden wurde. Grosjean definierte die Torre-Kultur nach den Türmen (Turm heißt auf Italienisch Torre). Er identifizierte die Eroberer als Angehörige der sogenannten Seevölker, die aus Inschriften aus der Zeit von Ramses III. bekannt sind. Zu diesen Seevölkern gehörten auch die Schardana, daher der Name Schardanen-Theorie. Heute gibt es aber auch alternative Erklärungen der Krieger.
Die Zeit vor der Torrekultur wurde durch jungsteinzeitliche megalithische Kulturen bestimmt, wobei die letzte Phase parallel zur Torre-Kultur existierte. Grosjean unterscheidet auf Korsika drei megalithische Phasen:
- Megalithikum I (3200–2500 v. Chr.)
- Megalithikum II (2500–1600 v. Chr.)
- Megalithikum III (1600–1000 v. Chr.)

Sowohl die Torre-Kultur als auch die jungsteinzeitlichen Kulturen endeten 1000 v. Chr. Es folgt eine Zeit ohne bedeutende Funde.
Eine illustrierte Biographie von Roger Grosjean wurde 2011 von seinem Sohn, Professor
François Grosjean, veröffentlicht (siehe Fußnoten).

## Schriften (Auswahl)
- La Corse avant l'histoire. Monuments et art de la civilisaton mégalithique insulaire du début du IIIe à la fin du IIe millénaire avant notre ère. Klincksieck, Paris 1966, (Zweite Auflage: mit Fulgenzio-Leonardo: La Corse avant l'histoire. Monuments et art de la civilisation mégalithique insulaire du début du IIIe à la fin du IIe millénaire avant notre ère. Nouvelle édition mise à jour. Klincksieck, Paris 1981, ISBN 2-252-02346-5).
- Filitosa. Haut lieu de la Corse préhistorique. Notice archéologique (= Promenades archéologiques. 1). 10e édition. Centre de préhistoire corse, Sartène 1975, ISBN 2-900472-06-1 (deutsch: Filitosa. Hochburg des prähistorischen Korsika. Archäologischer Abriss. Übersetzt von Lotte Komma. Centre de préhistoire corse, Sartène 1978, ISBN 2-900472-03-2).
- Torre et Torréens. Âge du bronze de l'île de Corse. Notice archéologique (= Promenades archéologiques. 3). Centre de préhistoire corse, Sartène 1975, ISBN 2-900472-02-4.

## Nachweise
- Gérard Bailloud: Necrologie: Roger Grosjean (1920-1975). In: Bulletin de la Société préhistorique française. Bd. 72, Nr. 6, 1975, S. 161–162, (Online bei Persée).
- François Grosjean: Roger Grosjean. Itinéraires d'un archéologue. Editions Alain Piazzola, Ajaccio 2011, ISBN 978-2-915410-95-2.
- Wolfgang Kathe: Korsika. Reise-Know-How Verlag Rump, Bielefeld 2004, ISBN 3-8317-1233-6.
- Wolfgang Korn: Megalithkulturen. Rätselhafte Monumente der Steinzeit. Konrad Theiss, Stuttgart 2005, ISBN 3-8062-1553-7.